# AZS Polfarmex Kutno
El AZS Polfarmex Kutno es un equipo de baloncesto polaco que compite en la TBL, la primera división del país. Tiene su sede en la ciudad de Kutno. Disputa sus partidos en el Hala sportowa przy Szkole Podstawowej nr 9, con capacidad para 1200 espectadores.

## Resultados en la Liga polaca
| Temporada | División | Liga   | Posición | Play-Offs | Copa de Polonia  |
| --------- | -------- | ------ | -------- | --------- | ---------------- |
| 2013–14   | 2        | 1 Liga | 3        | Campeón   |                  |
| 2014–15   | 1        | TBL    | 10       | –         |                  |
| 2015–16   | 1        | TBL    | 7        | –         | Cuartos de final |
| 2016–17   | 1        | TBL    | 17       | Desciende |                  |
| 2017–18   | 1        | 1 Liga | 6        | –         |                  |

## Palmarés
- 2Liga
  - Campeón Grupo A (1): 2011

- 1Liga
  - Campeón (1): 2014

- PZKosz Cup
  - Campeón (1): 2014
  - Subcampeón (1): 2013

## Jugadores destacados
| - Patrik Auda - Michal Batka - Kamil Laczynski - Grzegorz Małecki - Aleks Perka - Sławomir Sikora - Kevin Jonhson - Kwamain Mitchell - Kevin Fletcher |